# 함양 오씨
함양 오씨(咸陽吳氏)는 경상남도 함양군을 본관으로 하는 한국의 성씨이다.

## 역사
1397년 오탁진이 작성한 《오씨30세계도》에 근거하면 오씨의 도시조는 500년(지증왕 1)에 중국에서 신라로 입국했다가 다시 중국으로 돌아간 오첨(吳瞻)이다. 오첨(吳瞻)은 태백왕의 25세손인 초나라 재상 오기(吳起)의 45세손이다. 오첨의 둘째 아들 오응(吳膺)은 나이가 어려 중국으로 귀환하지 못하고 그대로 신라에 남아 함양(咸陽)에서 살게 되었다. 
함양오씨(咸陽吳氏) 시조 오광휘(吳光輝)는 도시조 오첨(吳瞻)의 24세손 오현필(吳賢弼)의 둘째 아들 오량(吳良)의 4대손으로 고려시대 좌복야(左僕射)를 지내고, 흥위위상장군(興威衛上將軍)으로서 거란군을 물리친 공으로 추충정란광국일등공신(推忠靖亂匡國一等功臣) 금자광록대부(金紫光祿大夫)에 올랐으며 함양부원군(咸陽府院君)에 봉해졌다고 한다. 

## 본관
함양(咸陽)은 경상남도 함양군의 지명이다. 신라 때는 속함군(速含郡) 또는 함성(含城)이라 하였다가, 757년(신라 경덕왕 16)에 천령군(天嶺郡)이라 개칭하였고, 고려 초에 허주(許州)로 개칭하였으며, 983년(성종 2)에 허주도단련사(許州都團練使)로 승격하였으나 1010년(현종 1) 함양군으로 개칭하였고, 1172년(명종 2)에 함양현으로 강등되었다. 1395년(태조 4) 함양군으로 승격하였으며, 1629년(인조 7)에 현으로 바뀌었고 1729년(영조 5) 함양부(咸陽府)로 승격하였다가 1788년(정조 12) 다시 함양군으로 강등되었다. 1895년(고종 32) 진주부 함양군이 되었다가 1986년 경상남도 함양군이 되었다.

## 인물
- 오치행(吳致行) : 자는 원중(源仲), 호는 화산거사(花山居士). 부친은 두암(杜菴) 오상덕(吳尙德)으로 고려 말기의 대학자인 이색(李穡)‧정몽주(鄭夢周)‧이숭인(李崇仁) 등과 교분이 두터웠으며, 세상의 영욕(榮辱)과 인연을 끊는다는 뜻에서 스스로 호(號)를 두암이라 붙였다. 오치행(吳致行)은 음사(蔭仕)로서 관직에 나아가 1434년(세종 16)에 장수현감(長水縣監)이 되었고, 벼슬이 이조정랑(吏曹正郞)에 이르렀다. 그러나 단종(端宗)의 손위(遜位)에 벼슬을 버리고 함양(咸陽)의 화장산(花藏山)에 은거하여 사육신(死六臣)의 기신일(忌辰日)에는 제단을 세우고 초혼(招魂)하여 제향(祭享)하였다. 여러 번 조정의 부름을 받았으나 일어나지 않고 두문(杜門)한 채 세상을 마치니 세상에서 그를 화산거사(花山居士)라 불렀다. 세조 때 이조판서(吏曹判書)에 추증(追贈)되었다. 1455년(세조 1) 원종공신(原從功臣) 3등에 녹훈되었다.
- 오응(吳凝, 1422년 ∼ 1470년) : 1457년(세조 3) 별시문과에 장원 급제하고, 좌정언(左正言)을 거쳐 1467년 함길도관찰사로 있을 때 이시애(李施愛)의 난이 일어나자 연안의 백성들을 산으로 피난시켰다. 예종 때 한성부좌윤·전라도관찰사 등을 역임하였다.
- 오건(吳健, 1521년 ∼ 1574년) : 1558년 식년 문과에 병과로 급제하여 호조·예조·병조·공조의 좌랑을 지내고, 1571년(선조 4) 이조좌랑으로 있으면서 춘추관기사관을 겸해 『명종실록』의 편찬에 참여하였다. 문인들이 ‘덕계선생(德溪先生)’이라 불렀으며, 산천의 서계서원(西溪書院)에 제향하였다. 저서로는 『덕계문집』·『정묘일기(丁卯日記)』 등이 있다.
- 오비(吳玭, 1547년 ~ 1593년) :  자는 형보(瑩甫), 호는 성산(聖山). 이조판서 오팽숙(吳膨叔)의 증손이며, 아버지는 오사운(吳思雲)이다. 1590년 증광문과에 병과로 급제하여 홍문관정자(弘文館正字)로 등용되었다. 1592년에 임진왜란이 일어나자, 금산전투에 참가하였고, 이듬해 다시 의병을 모아 진주성으로 달려갔다가 남강에 투신하여 자결하였다. 뒤에 병조참의에 증직되고, 정문(旌門)이 세워졌다.
- 오극성(吳克成, 1559년 ~ 1616년) : 자는 성보(誠甫), 호는 문월당(問月堂). 아버지는 참봉 오민수(吳敏壽)이다. 1594년(선조 27)에 무과에 급제하여 선전관으로 등용되었다. 당시 왜란으로 전선의 소식이 두절되자, 삼남(三南)에 내려가 도원수 권율(權慄)과 수군통제사 이순신(李舜臣)의 진중을 찾아다니면서 전쟁의 상황을 장계(狀啓)로 조정에 보고하였다. 그 뒤 사복시주부(司僕寺主簿)를 거쳐 1596년에 황간현감이 되었다. 정유재란이 일어나자, 병사(兵使)를 도와 전공을 세웠고, 1601년 훈련원판관에 이르렀다. 저서로는 『문월당문집』이 있다.
- 오연(吳演, 1598년 ~ 1669년) : 자는 덕원(德源), 호는 취수당(醉睡堂)·돈재(遯齋). 아버지는 현감 오극성(吳克成)이며, 어머니는 평해황씨(平海黃氏)로 승백(勝白)의 딸이다. 1634년(인조 12) 선략장군(宣略將軍)·충무위부사과정략장군(忠武衛副司果定略將軍)·충무위부사용(忠武衛副司勇)을 역임하였다. 1636년 병자호란 때에는 영백(嶺伯)의 추천으로 쌍령(雙嶺)의 전투에 참여하여 오랑캐의 추장 두명을 죽이고 말을 빼앗아 타고 돌아왔다. 저서로는 『취수집』이 있다.
- 오장(吳長, ? ∼ 1616년) : 자는 익승(翼承), 호는 사호(思湖). 아버지는 전한(典翰) 오건(吳健)이다. 1595년 진안현감이 되었다가 1610년(광해군 2) 식년문과에 병과로 급제하였다. 관직은 정언(正言)을 거쳐, 경성판관을 지냈으며, 1613년 영창대군(永昌大君)의 옥사와 폐모론을 둘러싸고 대북세력과 각축을 벌이다가 삭직당한 뒤 고향인 영남으로 퇴거하였다. 1614년 영창대군의 처형을 공격하던 정온(鄭蘊)이 유배당하자 영남의 유생들을 이끌고 반대상소를 하였다가 정인홍(鄭仁弘)의 미움을 사 토산(兎山)으로 유배되었다. 문장과 글씨에 뛰어났으며, 문집으로 『사호집』을 남겼다. 인조반정 후 승지를 추증받았고, 경상도 산청의 서호사(西湖祠)에 제향되었다.
- 오익창(吳益昌) : 자는 유원(裕遠), 호는 사호(沙湖). 참판 오치선(致善)의 6대손이며, 아버지는 진사 오사인(士寅)이다. 23세에 생원시에 합격하였다. 1597년(선조 30) 정유재란이 일어나자 피난민 수천명을 이끌고 통제사 이순신(李舜臣)을 도와 적탄을 무릅쓰고 군량과 무기를 운반한 공으로 찰방(察訪)에 임명되고 이어서 공조정랑에 올랐다. 광해군의 실정에 회의를 느껴 관직을 버리고 낙향하였다. 1627년(인조 5) 정묘호란이 일어나자 또다시 군량을 강화도에 운반하는 공을 세웠다.
- 오정인(吳貞仁, 1947년 ~ ) : 소설가
- 오양순(吳陽順, 1948년 ~ ) : 제15대 국회의원
- 오지철(吳志哲, 1949년 ~ ) : 한국관광공사 사장, TV조선 사장
- 오종남(吳鍾南, 1952년 ~ ) : 제7대 통계청장
- 오상현(吳祥鉉, 1953년 ~ ) : 서울고등법원 판사, 성균관대학교 법학전문대학원 교수
- 오정규(吳定圭, 1957년 ~ ) : 농림수산식품부 제2차관
- 오재원(吳在元, 1959년 ~ ) : 한양대학교 의대 교수
- 오종건(吳宗健, 1964년 ~ ) : 고려대학교 의대 교수
- 오영환(吳永煥, 1988년 ~ ) : 제21대 국회의원

## 과거 급제자
함양 오씨는 조선시대 문과 급제자 12명을 배출하였다.
문과
오건(吳健) 오경지(吳敬之) 오릉(吳凌) 오명증(吳命增) 오상문(吳尙文)
오석규(吳錫奎) 오응(吳凝) 오장(吳長) 오적(吳績) 오전(吳晪)
오첨경(吳添慶) 오형(吳泂)
무과
오극성(吳克成) 오돌시(吳乭屎) 오명변(吳明變) 오무변(吳霧變) 오변생(吳邊生)
오엇거리(吳旕巨里) 오영발(吳穎發) 오윤성(吳允成)
생원시
오담(吳譚) 오덕윤(吳德潤) 오도원(吳道源) 오두채(吳斗采) 오두형(吳斗炯)
오면수(吳冕洙) 오명증(吳命增) 오빙(吳憑) 오상옥(吳相玉) 오응(吳凝)
오전(吳晪) 오첨경(吳添慶)
진사시
오건(吳健) 오도한(吳道漢) 오상주(吳相胄) 오섭(吳涉) 오세영(吳世英)
오영훈(吳永勳) 오운(吳霣) 오익창(吳益昌) 오인(吳寅) 오첨선(吳添善)

## 항렬자
| 13世   | 14世   | 15世   | 16世   | 17世   | 18世   | 19世   | 20世   | 21世   | 22世   |
| ------ | ------ | ------ | ------ | ------ | ------ | ------ | ------ | ------ | ------ |
| 이(以) | 삼(三) | 학(學) | 명(命) | 호(浩) | 상(相) | 찬(燦) | 곤(坤) | 석(錫) | 식(植) |

## 집성촌
- 경상남도 진주시 미천면 상미리
- 경상북도 영양군 영양읍 대천리
- 황해도 송화군 운유면 다천리
- 경상남도  거창군 가조면 사병리 당동

## 인구
- 1985년 5,354가구 22,158명
- 2000년 8,270가구 26,339명
- 2015년 35,846명

## 같이 보기
- 해주 오씨
- 보성 오씨